# 前田利秀
前田 利秀（まえだ としひで）は、戦国時代から安土桃山時代にかけての武将。前田家の家臣。今石動城主。前田秀継の子（次男か）。通称は又次郎。秀次、俊秀、利次、利継とも。

## 生涯
永禄11年（1568年）、前田家の家臣・前田秀継の子として誕生した。
伯父の前田利家に仕え、天正10年（1582年）6月、能登国石動山攻めに参加（初陣か）。越中国の佐々成政との戦いで活躍し、天正12年（1584年）9月、末森城の戦いにおいて第二陣の侍大将として参加や父・秀継と共に加賀国龍ヶ峰城の攻略、天正13年（1585年）2月、利家の越中蓮沼城攻めでは第4陣として加わった。同年4月に今石動城へ父と共に入城し、同年5月に佐々氏配下の神保氏張、佐々平左衛門、前野勝長ら率いる5,000名が城下へ攻め入った際には（今石動合戦）父と共にこれを1,500名で迎撃した。19歳の若さであったが、よく将兵を叱咤し勇敢に戦ったという（『末森記』）。
同年8月、豊臣秀吉による佐々成政討伐が行われ（富山の役）、越中が平定すると、父・秀継は利家より木舟城4万石を拝領したのに伴い、利秀は今石動城代となる。同年11月、天正大地震によって木舟城が倒壊し、父が圧死したため、その遺領を受け継ぐ。天正14年（1586年）5月、上洛途中の越後国の上杉景勝を木舟城にて迎えるが、木舟城並びに城下の被害は甚大で復旧は困難であると判断して行政機能を今石動城に移し、町割りを行い近隣から寺院を集めるなど城下の整備に努める。天正17年（1589年）、城下の観音寺に父より伝来の「天満自在神」画像を寄進し、現在でも宝物として祀られている。
天正18年（1590年）、豊臣氏の小田原征伐に従い、特に上野国松井田城攻め（水の供給を断ち、夜討ちを成功させた）や武蔵国八王子城攻めで活躍している。文禄元年（1592年）、朝鮮出兵に従軍するため肥前国名護屋城へ向かうが、文禄2年（1593年）3月、病を発して金沢に帰る途中、同年12月29日死去した。享年26。法名は良将院光等正恵居士。
墓は今石動城の北にあたる富山県小矢部市八和町の本行寺に在る（市史跡）。なお、この寺には利秀19歳の肖像と伝えられている画像も遺されている（『富山県古書画名品目録』、市史跡）。

## 備考
- 利秀の死後、今石動城は廃城となるが、家臣の篠島清了が名代として統治した。5代まで受け継がれ、宝永7年（1710年）まで続いた。
- 現在、観音寺に奉納されている獅子舞は、利秀が今石動城主として入城した際に土地の人が獅子舞を踊って歓迎したのが由来といわれている。
- 越中国氷見（現富山県氷見市）の商人田中屋権右衛門が書き残した日記（『応響雑記』）には、前田利家や前田利常と同様に利秀と秀継の二百五十回忌を開いたことが記されている。